# 大專畢業生至企業職場實習方案
大專畢業生至企業職場實習方案，俗稱22K方案或22K政策，是中華民國教育部於2009年4月至2011年9月間，分兩階段實施的就業補助方案，由馬英九(中華民國前任總統)政府推出，教育部（時任教育部長鄭瑞城）、大專院校與行政院勞工委員會（時任主任委員為王如玄）的合作平台，來協助近三年大專畢業生進入職場實習，由政府提供每個畢業生每月新台幣2萬2千元薪資（俗稱22K）並外加勞健保，輔導他們進入和學校建教合作之企業職場，實習工作為期一年，總共提供3萬餘個名額。
此前陳水扁總統就任期間就已提出10K/17K/22K就業補助方案，弱勢族群或未就業、從事部分工時3個月的大學畢業青年可適用，實習工作為期一年，其中「青年職涯啟動計畫」至2009年12月所有加入計畫人員結束實習。另外對於四十五歲至六十五歲中高齡者也提出「中高齡者就業促進計畫」的10K見習計畫，見習工作為期六個月，由2006年8月25日公告至2014年4月9日廢止。

## 方案實施經過
受到金融海嘯影響，企業提供職缺減少，失業率飆高，因此在2009年4月-2010年9月間，從行政院經濟建設委員會《振興經濟擴大公共建設特別條例（页面存档备份，存于）》特別預算支出108億元，實施「95學年度至97學年度大專畢業生至企業職場實習方案」，並由教育部主辦。以實習名義，提供近3年大專畢業生1年期工作機會，名額共41470人，由政府補助企業每人每月本薪2萬2000元及勞、健保費用4190元共26190元，給薪優於基準者由企業自行負擔。
2010年9月至2011年9月實施第二階段「96學年度至99學年度大專畢業生至企業職場實習方案」時，補助金額改為1萬元，並要求企業提供2萬2千元以上之月薪，高者優先媒合，期限降為半年，實際共補助22414人，支出18億元。
2013年6月3日，大專畢業生至企業職場實習方案辦法廢止。平均失業率由2009年5.85%降為2013年4.18%。相較於2001年到2005年為了網路泡沫化所提出的兩百億公共服務擴大就業計畫、永續就業工程計畫、多元就業開發方案等各項方案(失業率由5.17%降為4.13%)，其失業率降幅更佳。

## 相關議題
由於第一階段政府補助額高達26190元，又沒有要求企業額外增加薪資，因此許多企業都直接以政府補助額實施而未額外增加薪資，26190元當中包含原本應由企業負擔的勞、健保費用，實習生實際可領取的薪資為22000元，此金額雖高出當時台灣基本工資17280元，卻低於當時大專畢業生平均薪資。而在方案實施後，出現許多企業在聘用大專畢業生時將薪資訂在22000元，而主計處的「受僱就業者每月主要工作之經常性收入」統計，在20至24歲，相當於一般大專畢業生的年齡層，2008年5月方案實施前為23351元，2009年方案實施後則只剩下21685元，7%降幅與2000年到2003年網路泡沫化的6%降幅相近，另外同樣由主計處公佈的「名目及實質平均薪資」，2009年創下1996年以來新低，似乎也顯示出方案實施及金融海嘯造成的薪資影響。
此外，政府支出補助對於當時的失業率有所改善，根據審計部提出的「一百年度中央政府振興經濟擴大公共建設特別決算審核報告」，該方案2階段之聘期屆滿後，留用12933人，占總媒合人數的41.96%，持續就業比率達72.56％，相較於陳水扁任內97年「多元就業開發方案」留用率不足三成，顯然更佳但仍有改進空間。另外網紅史書華醫師認為在工作內容上，大多企業在此方案所聘的人員是屬於業務助理工作，對於原始方案目標的「縮短產學落差」，也幾乎沒有助益，但就審核報告內容顯示申請之企業多為工業類且並無公開統計訊息顯示所聘的人員是屬於業務助理工作。
而在方案實施期間，相較2001年陳水扁政府所推動的17K擴大就業方案雖有先設定基本門檻，如該企業不得有大量解雇勞工紀錄等，但仍出現企業違反規定之情況，嚴重者如在錄用實習生後解雇正職勞工，輕微者如將勞健保寄到別家廠商投保，此類狀況不一的違規情況，第一階段共有108家，第二階段則有171家。
2010年4月，當時的勞委會主委王如玄，接受天下雜誌專訪時，對於該方案，說出了「嫌兩萬二少？」「要是沒有這個方案，這些人可能一毛都沒有」等評語，並強調政府無法干預求職市場，供過於求造成價格下降，引發軒然大波。
2012年12月，人力銀行業者公布「新鮮人就業追蹤調查」，統計社會新鮮人平均月薪約24982元，其中約有29%受訪者月領不到22K。依據主計處人力資源調查報告，20至24歲年齡層薪資不足24999元之比率由2002年至2007年的54%上下變動，到2008年5月的58%降至2013年5月的49%。另外，同樣對比於人力銀行業者公布新鮮人平均月薪2012年到2022年成長36%，但房價指數多數區域漲幅超過兩倍，近年的買房壓力漲幅似乎更為嚴重。

## 後續相關事件
2013年9月7日，國立臺灣大學校長楊泮池說出「學生應培養基礎能力，假如沒有能力，22K仍是太高」引發爭議。
2014年5月8日，鴻海集團總裁郭台銘表示，他認為台灣年輕人大有可為，比鄰近國家更有希望，還說到底哪家公司月薪只給22K，要是知道了要把他買下來然後調薪。

## 外部連結
- 崩世代部落格（页面存档备份，存于）